# Huh Yunjin

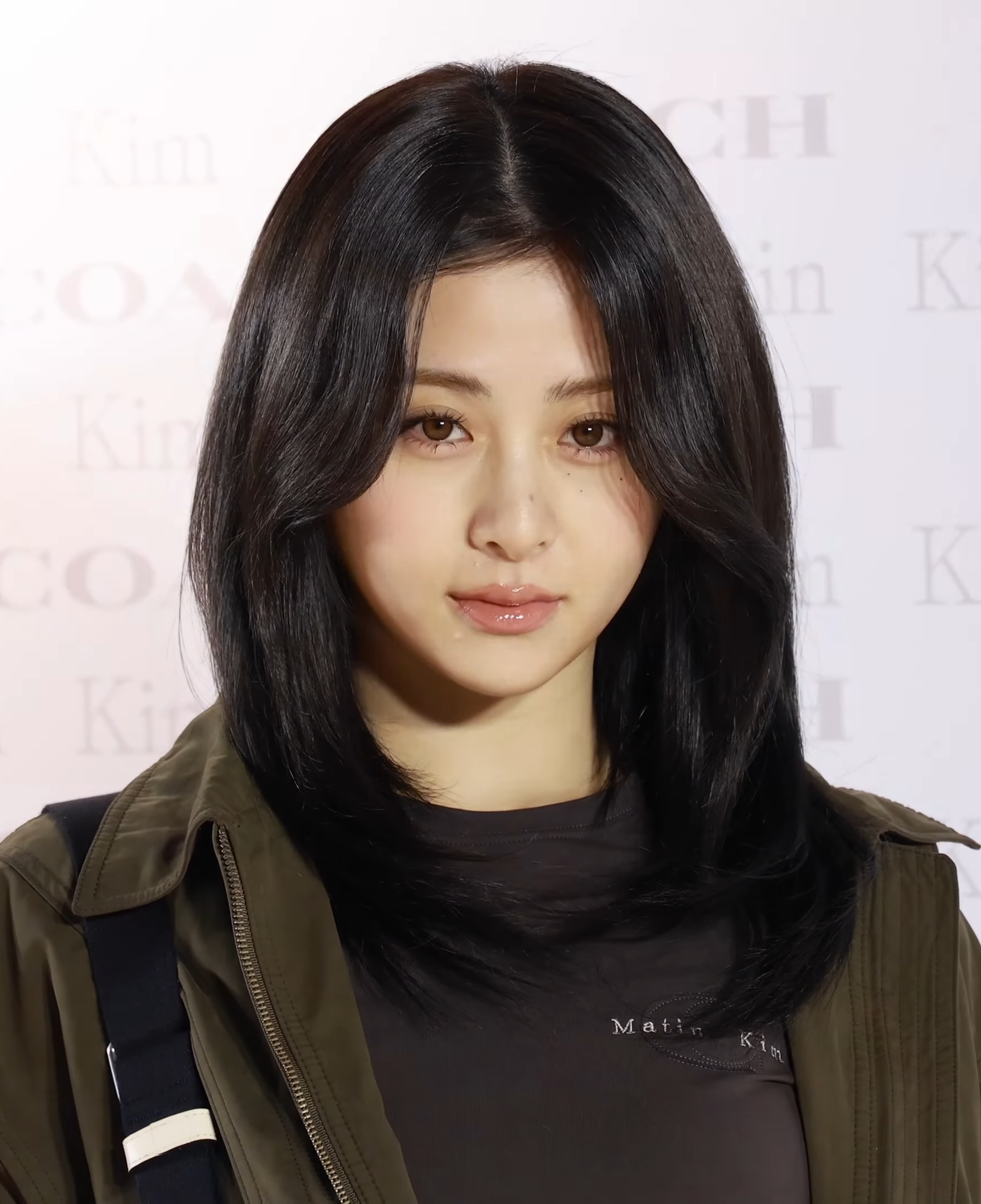
Huh Yunjin (2025)

Huh Yunjin (koreanisch: 허윤진; geboren am 8. Oktober 2001) ist eine amerikanische Sängerin, die in Südkorea lebt. Sie ist Mitglied der südkoreanischen Girlgroup Le Sserafim.

## Frühes Leben und Ausbildung
Huh Yunjin wurde am 8. Oktober 2001 in Irwon-dong, im Stadtbezirk Gangnam der Hauptstadt Seoul, in Südkorea geboren. Mit acht Monaten zogen ihre Eltern mit ihr in die Vereinigten Staaten. Sie wuchs in Albany, New York, auf und trug den englischen Namen Jennifer Huh. Huh verfolgte ihre Leidenschaft für Musik, während sie die Niskayuna High School besuchte und als Mezzosopranistin auftrat, obwohl sie keine formale Ausbildung in Operngesang erhalten hatte.
Im Alter von 16 Jahren zog sie nach Südkorea, um eine Karriere als K-Pop-Idol zu verfolgen, und wurde Trainee in verschiedenen Unternehmen. Am 4. März 2019 wechselte sie in das Applied Music Department der Hanlim Multi Art School. Huh zog später zurück in die Vereinigten Staaten, um sich auf das College vorzubereiten, gab den Plan jedoch auf, als die Hybe Corporation sie 2021 kontaktierte und ihr anbot, mit Le Sserafim zu debütieren.

## Karriere

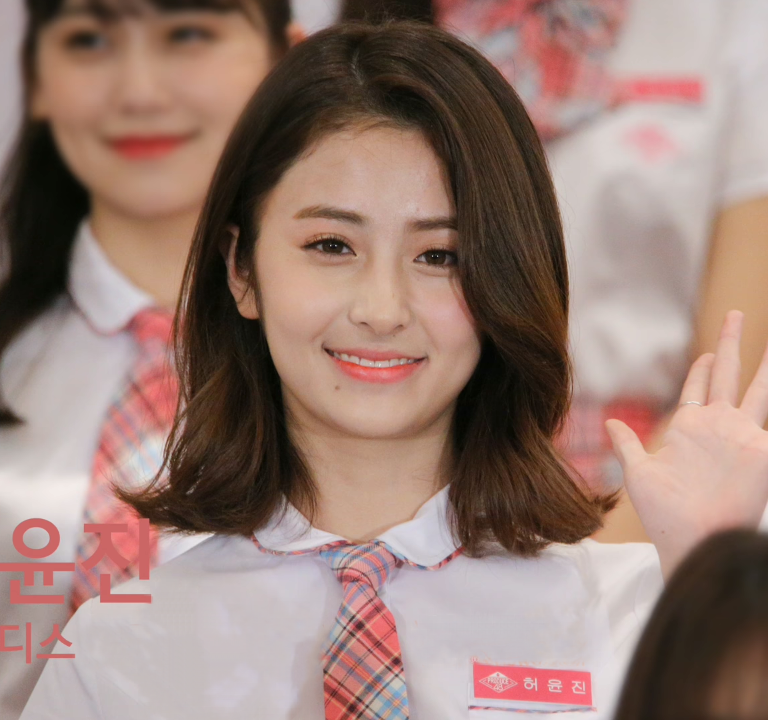
Huh bei Produce48 (Juni 2018)

### 2018: Produce 48
2018 nahm Huh an der südkoreanischen Reality-Show Produce 48 des Fernsehsenders Mnet teil und vertrat Pledis Entertainment zusammen mit dem After-School-Mitglied Lee Ga-eun. Sie belegte den 26. Platz.

### 2021–2022: Debüt mit Le Sserafim
Im August 2021 unterzeichnete Huh einen Vertrag mit Source Music. Am 14. März 2022 gab Source Music die Gründung einer neuen Girlgroup, Le Sserafim, in Zusammenarbeit mit Hybe Corporation bekannt. Sie wurde am 9. April 2022 als sechstes und letztes Mitglied angekündigt. Die Gruppe debütierte am 2. Mai 2022 mit der Extended Play (EP) Fearless. Dabei war Huh als Songwriterin für den Titel Blue Flame verantwortlich. Am 9. August 2022 veröffentlichte Huh ihre erste Single Raise Your Glass, um den 100. Tag seit ihrem Debüt mit Le Sserafim zu feiern. Sie schrieb drei Songs für die zweite EP von Le Sserafim, Antifragile: Impurities, No Celestial und Good Parts (When the Quality Is Bad but I Am). Die EP wurde am 17. Oktober 2022 veröffentlicht.

### Seit 2023: Solodebüt und Aktivitäten
Huh veröffentlichte ihre zweite Single I ≠ Doll am 9. Januar 2023. Der selbstgeschriebene Song im Rock-Stil kombiniert einen Trap-Beat und behandelt die Urteile, die sie als Idol aufgrund ihres äußeren Erscheinungsbildes erhält. Der Titel bezieht sich sowohl auf die Begriffe „Idol“ als auch „Puppe“ (englisch: doll). Das Musikvideo zeigt eine animierte Figur, die von Huh illustriert wurde und die Aufmerksamkeit und Kritik navigiert, die sie erhält. Zur Protagonistin des Videos erklärte Huh: „Ich wollte eine Figur erschaffen, die im Kern multidimensional ist, aber absichtlich zweidimensional und flach erscheint. Ich dachte, es wäre interessant, ein Thema darzustellen, das nicht so einfach ist, auf einfache Weise darzustellen.“ Divyansha Dongre von Rolling Stone India bezeichnete den Song als "eine scharfe Kritik an den Komplexitäten des Lebens im Rampenlicht und den Urteilen, die damit einhergehen".
Am 14. März 2023 veröffentlichte Huh ihren dritten, selbstkomponierten Song Love You Twice (피어나도록). Der koreanische Titel bedeutet „bis es blüht“ und spielt auf den koreanischen Namen von Le Sserafims Fandom, Fearnot, an. Die Indie-Pop-Single wurde von dem südkoreanischen Animator und Künstler Ramdaram visualisiert und zeigt, wie ein Fan inspiriert von einem Idol lernt, besser für sich selbst zu sorgen und Songwriting zu erlernen, um schließlich den eigenen Traum zu verwirklichen und auf der Bühne aufzutreten.
Am 14. August 2023 veröffentlichte Huh ihre vierte Single Blessing in Disguise. Sie schrieb das Lied und präsentierte es zuvor beim Weverse Con Festival 2023 im Juni 2023. Der Funk-Song behandelt Huhs Rückkehr nach Südkorea, einschließlich ihrer Ängste, Aufregung und Bedauern.
Am 17. Januar 2024 trat Huh als Feature auf und trug zur Textgestaltung von GroovyRooms Song Yes or No mit Crush bei. Der Song erreichte Platz 57 in den Melon Real-Time Charts und blieb einen Monat lang in den Top 10 der Hot 100 Charts der Seite. Am 9. Februar 2024 kollaborierte Huh mit Max bei seiner Single Stupid In Love.
Anfang 2024 arbeitete Huh mit J-Hope an der Single I don't know für dessen Album Hope on the Street Vol. 1 zusammen, das Album und die Single wurden am 29. März veröffentlicht.

## Werbekooperationen
Am 28. Februar 2023 wurde Huh zum neuen Markenmodel der koreanischen Kosmetikmarke WakeMake ernannt.

## Diskografie
Für Huhs Diskografie mit Le Sserafim siehe Le Sserafim Diskografie.

### Singles
Als Leadmusikerin

| Jahr | Titel Album                   | Höchstplatzierung, Gesamtwochen, AuszeichnungChartsChartplatzierungen (Jahr, Titel, Album, Platzierungen, Wochen, Auszeichnungen, Anmerkungen) | Anmerkungen                |
| Jahr | Titel Album                   | KR | Anmerkungen                |
| ---- | ----------------------------- | --- | -------------------------- |
| 2022 | Raise Y_our Glass –           | — | Erstveröffentlichung: 2022 |
| 2023 | I ≠ Doll –                    | KR199 (1 Wo.)KR | Erstveröffentlichung: 2023 |
| 2023 | Love You Twice (피어나도록) – | — | Erstveröffentlichung: 2023 |
| 2023 | Blessing in Disguise –        | — | Erstveröffentlichung: 2023 |
| 2025 | Jellyfish (해파리) –          | — | Erstveröffentlichung: 2025 |

Als Gastmusikerin

| Jahr | Titel Album                            | Höchstplatzierung, Gesamtwochen, AuszeichnungChartsChartplatzierungen (Jahr, Titel, Album, Platzierungen, Wochen, Auszeichnungen, Anmerkungen) | Anmerkungen                                                      |
| Jahr | Titel Album                            | KR | Anmerkungen                                                      |
| ---- | -------------------------------------- | --- | ---------------------------------------------------------------- |
| 2024 | Yes or No –                            | KR32 (13 Wo.)KR | Erstveröffentlichung: 2024 GroovyRoom feat. Huh Yunjin und Crush |
| 2024 | Stupid in Love Love in Stereo          | KR136 (2 Wo.)KR | Erstveröffentlichung: 2024 Max feat. Huh Yunjin                  |
| 2024 | I Don’t Know Hope on the Street Vol. 1 | — | Erstveröffentlichung: 2024 J-Hope feat. Huh Yunjin               |

### Songwriting
Alle Song-Credits stammen aus der Datenbank der Korea Music Copyright Association, sofern nicht anders angegeben.
| Titel                                                                     | Jahr | Künstlername | Album              | Komponistin                           | Texterin                    | Produzent                             |
| ------------------------------------------------------------------------- | ---- | ------------ | ------------------ | ------------------------------------- | --------------------------- | ------------------------------------- |
| Blue Flame                                                                | 2022 | Le Sserafim  | Fearless           | Grünes Häkchensymbol für ja           | Grünes Häkchensymbol für ja | Rotes X oder Kreuzchensymbol für nein |
| Raise Y_our Glass                                                         | 2022 | Huh Yunjin   | Keine Album Single | Grünes Häkchensymbol für ja           | Grünes Häkchensymbol für ja | Grünes Häkchensymbol für ja           |
| Impurities                                                                | 2022 | Le Sserafim  | Antifragile        | Grünes Häkchensymbol für ja           | Grünes Häkchensymbol für ja | Rotes X oder Kreuzchensymbol für nein |
| "No Celestial"                                                            | 2022 | Le Sserafim  | Antifragile        | Grünes Häkchensymbol für ja           | Grünes Häkchensymbol für ja | Rotes X oder Kreuzchensymbol für nein |
| Good Parts (When the Quality Is Bad but I Am)                             | 2022 | Le Sserafim  | Antifragile        | Grünes Häkchensymbol für ja           | Grünes Häkchensymbol für ja | Rotes X oder Kreuzchensymbol für nein |
| I ≠ Doll                                                                  | 2023 | Huh Yunjin   | Keine Album Single | Grünes Häkchensymbol für ja           | Grünes Häkchensymbol für ja | Grünes Häkchensymbol für ja           |
| Love You Twice (피어나도록)                                               | 2023 | Huh Yunjin   | Keine Album Single | Grünes Häkchensymbol für ja           | Grünes Häkchensymbol für ja | Grünes Häkchensymbol für ja           |
| Eve, Psyche & the Bluebeard’s Wife (이브, 프시케 그리고 푸른 수염의 아내) | 2023 | Le Sserafim  | Unforgiven         | Rotes X oder Kreuzchensymbol für nein | Grünes Häkchensymbol für ja | Rotes X oder Kreuzchensymbol für nein |
| Fearnot (Between You, Me and the Lamppost) (피어나)                       | 2023 | Le Sserafim  | Unforgiven         | Grünes Häkchensymbol für ja           | Grünes Häkchensymbol für ja | Grünes Häkchensymbol für ja           |
| Blessing in Disguise                                                      | 2023 | Huh Yunjin   | Keine Album Single | Grünes Häkchensymbol für ja           | Grünes Häkchensymbol für ja | Rotes X oder Kreuzchensymbol für nein |
| Perfect Night                                                             | 2023 | Le Sserafim  | Keine Album Single | Grünes Häkchensymbol für ja           | Grünes Häkchensymbol für ja | Rotes X oder Kreuzchensymbol für nein |
| Yes or No                                                                 | 2024 | GroovyRoom   | Keine Album Single | Rotes X oder Kreuzchensymbol für nein | Grünes Häkchensymbol für ja | Rotes X oder Kreuzchensymbol für nein |
| Stupid In Love                                                            | 2024 | Max          | Love In Stereo     | Rotes X oder Kreuzchensymbol für nein | Grünes Häkchensymbol für ja | Rotes X oder Kreuzchensymbol für nein |
| Swan Song                                                                 | 2024 | Le Sserafim  | Easy               | Grünes Häkchensymbol für ja           | Grünes Häkchensymbol für ja | Rotes X oder Kreuzchensymbol für nein |
| Smart                                                                     | 2024 | Le Sserafim  | Easy               | Grünes Häkchensymbol für ja           | Grünes Häkchensymbol für ja | Rotes X oder Kreuzchensymbol für nein |
| We Got So Much                                                            | 2024 | Le Sserafim  | Easy               | Grünes Häkchensymbol für ja           | Grünes Häkchensymbol für ja | Rotes X oder Kreuzchensymbol für nein |
| Crazy                                                                     | 2024 | Le Sserafim  | Crazy              | Grünes Häkchensymbol für ja           | Grünes Häkchensymbol für ja | Rotes X oder Kreuzchensymbol für nein |
| Crazier (미치지 못하는 이유)                                              | 2024 | Le Sserafim  | Crazy              | Grünes Häkchensymbol für ja           | Grünes Häkchensymbol für ja | Grünes Häkchensymbol für ja           |

## Videografie
Für Huhs Diskografie mit Le Sserafim siehe Le Sserafim Videografie

### Musikvideos
| Titel                       | Jahr | Regisseur           | Quelle |
| --------------------------- | ---- | ------------------- | ------ |
| Raise Y_our Glass           | 2022 | Geeeembo            | [ 37 ] |
| I ≠ Doll                    | 2023 | Hybe / Source Music | [ 38 ] |
| Love You Twice (피어나도록) | 2023 | Hybe / Source Music | [ 39 ] |
| Blessing in disguise        | 2023 | Geeeembo            | [ 40 ] |

## Filmografie

### Fernsehshows
| Jahr | Titel      | Rolle        | Anmerkung             | Quelle |
| ---- | ---------- | ------------ | --------------------- | ------ |
| 2018 | Produce 48 | Teilnehmerin | Belegte den 26. Platz | [ 10 ] |

## Auszeichnungen und Nominierungen
| Preisverleihung | Jahr | Kategorie          | Werk                                                 | Ergebnis  | Quelle |
| --------------- | ---- | ------------------ | ---------------------------------------------------- | --------- | ------ |
| MAMA Awards     | 2024 | Best Collaboration | Groovy Room – "Yes or No" (feat. Huh Yunjin & Crush) | Nominiert | [ 41 ] |
| MAMA Awards     | 2024 | Song of the Year   | Groovy Room – "Yes or No" (feat. Huh Yunjin & Crush) | Nominiert | [ 41 ] |